# Drew Anderson
Pour les articles homonymes, voir Anderson.
Andrew Anderson (né le 22 mars 1994 à Reno, Nevada, États-Unis) est un lanceur droitier des Phillies de Philadelphie de la Ligue majeure de baseball.

## Carrière
Drew Anderson est choisi par les Phillies de Philadelphie au 21e tour de sélection du repêchage amateur de 2012. Il commence sa carrière professionnelle dans les ligues mineures en 2012 mais rate toute la saison 2015 après une opération Tommy John au coude droit.
Anderson, qui est habituellement lanceur partant dans les mineures, fait ses débuts dans le baseball majeur avec les Phillies de Philadelphie comme lanceur de relève le 1er août 2017 face aux Angels de Los Angeles.